# Championnat d'Italie de rugby à XV
Ne doit pas être confondu avec Championnat d'Italie féminin de rugby à XV.
Pour les articles homonymes, voir Super 10.
Le championnat d'Italie de rugby à XV est créé en 1928 sous l'égide de la Fédération italienne de rugby à XV. Créé sous le nom de Serie A, il est ensuite rebaptisé Serie A1 en 1986, puis Super 10 en 2001, Campionato Nazionale Eccellenza en 2010, Top 12 en 2018, puis Top 10 et Serie A Elite en 2023. Le vainqueur du championnat remporte le titre de champion d'Italie.
Bien qu'il soit organisé par la Fédération italienne de rugby à XV, entre 2001 et 2009, sous le nom de Super 10, le championnat est concrètement géré par la LIRE ou Ligue italienne du rugby d'excellence, organisme professionnel supprimé en 2009. Le championnat se déroule en deux phases, une saison régulière de septembre à mai et les barrages ouverts aux quatre meilleures équipes de la saison, opposés en demi-finales préalables à une finale. Le dernier club est relégué en deuxième division, qui s'appelle Serie A.
L'équipe qui compte le plus grand nombre de titres est l'Amatori Rugby Milan (18 entre 1929 et 1996), devançant le Benetton Trévise qui compte 15 titres (entre 1956 et 2010 ; l'équipe de Trévise quitte le Championnat en 2010 après son intégration à la Ligue celtique). Vient ensuite le Petrarca de Padoue avec 13 titres suivi du Rugby Rovigo avec 11 titres.
Le 8 mars 2010 la Fédération italienne de rugby à XV annonce que deux franchises italiennes intègrent la Celtic League : le Benetton Trévise, qui quitte donc le championnat italien, et Aironi Rugby, créée spécialement à cette occasion et qui ne vivra que deux saisons. La franchise est remplacée par les Zebre Parma.

## Histoire
Le rugby est arrivé en Italie durant la deuxième décennie du XXe siècle et, à l'initiative d'un passionné originaire de Lombardie, Stefano Bellandi (joueur de rugby, footballeur, arbitre, journaliste sportif et économiste de profession), s'est répandu, d'abord à Milan et Turin, puis progressivement dans la Haute-Italie. Après la Grande Guerre, Bellandi poursuivit son prosélytisme sportif et, en 1927, prit la tête d'un comité d'organisation, formé dans le but de propager ...le jeu de ballon ovale (rugby) qui relève directement du CONI.
Le régime fasciste tenta d'exploiter l'intérêt croissant autour de la discipline vers la fin de 1927 et, à l'initiative du secrétaire du PNF, Augusto Turati, parmesan d'adoption, naît à Brescia, à l'échelle locale des milices, le club des XV Legione Leonessa d'Italia qui, dès le 13 mai 1928, avant toute compétition officielle dans le pays, rencontre au Stadio Nazionale del PNF de Rome la SS Lazio.
En juillet 1928, le comité d'organisation, regroupant 16 clubs de diverses régions du pays, demande au CONI la possibilité de se réunir en association : la demande est acceptée et permet ainsi la création de la Fédération italienne de rugby à XV.
Les premiers actes officiels de la fédération nouvellement formée ont été la constitution d'une équipe nationale (qui a fait ses débuts contre l'Espagne à Barcelone en mai 1929) et l'organisation d'un championnat.

### Les championnats d'avant-guerre et la rivalité Milan - Rome
Le 1er championnat national, saison 1928-29, débute le 12 février 1929. Parmi les équipes qui y ont pris part figurent notamment des clubs qui existent encore sur la scène du rugby italien : l'Ambrosiana, né de la fusion de l'Unione Sportiva Milanese et de l'Internazionale, puis renommé Amatori Milan, le XV Legione Leonessa, désormais connu sous le nom de Rugby Brescia, la SS Lazio, puis en 1930, le Rugby Roma et le Rugby Bologne.
Les premiers championnats ont mis en exergue la rivalité entre les équipes de Milan et Rome durant la majeure partie de l'avant-guerre, et même juste après la Seconde Guerre mondiale, avant l'avènement des clubs de Vénétie ou issus d'autres régions : la 1re finale opposa en match aller-retour l'Ambrosiana à la SS Lazio. Les 2 équipes ayant gagné leur rencontre à domicile, un match d'appui eut lieu à Bologne et fut remporté par l'Ambrosiana sur le score de 3 à 0.
L'année suivante, la section rugby de la Lazio entre dans l'orbite de l'Associazione Sportiva Roma, participant sous l'appellation d'A.S. Roma, et l'Ambrosiana prend le nom sous lequel le club est connu aujourd'hui, l'Amatori Milan, qui remporte le championnat dont le dernier acte se déroule avec 5 équipes.
Même situation l'année suivante où certains joueurs ont quitté l'A.S. Roma, y compris Alfredo Vinci et ses 3 frères, pour créer le 21 octobre 1930 le Rugby Roma qui, pour rendre hommage à l'un des fondateurs, l'Italo-argentin Giuseppe Bigi, a choisi d'adopter les couleurs du Club Atlético San Isidro (blanches et noires, avec des bandes horizontales). La 3e édition a vu, à côté des équipes historiques, l'émergence de trois Groupes universitaires fascistes (GUF Padova, GUF Genova, GUF Torino) et du Fiat Torino. Le Rugby Roma dispute donc le titre à l'Amatori : les Romains perdent les 2 matchs (3-0 et 15-8).
En 1931-1932, le Rugby Roma est encore en lice pour remporter le championnat, mais échoue finalement d'un point lors du tour final remporté une fois de plus par l'Amatori (4e titre).
La saison 1932-1933 permet au Rugby Bologne de contester la suprématie des Lombards, mais malgré une protestation officielle contre un joueur de l'Amatori, Paselli, les Milanais sont déclarés vainqueurs. À noter que durant ce tournoi, tous les Groupes universitaires fascistes sont contraints de déclarer forfait en raison des Giochi Littoriali.
Rome tente à nouveau de ramener le titre en 1933-1934, mais laisse finalement la victoire à Milan dans le tour final. En 1934-1935, le Rugby Roma parvient enfin à ses fins et répète son exploit lors de la saison 1936-1937. Durant cette période, 2 écoles se font face : Milan et Turin, entraînés par les Français Julien Saby et Michel Boucheron, qui développent un jeu dynamique et moderne avec des mêlées composées de 2 piliers et d'un talonneur, 2 deuxièmes lignes et 3 troisièmes lignes, et Rome, dirigé par le Sud-Africain Pierre Theron, s'appuyant sur l'alignement avec 4 joueurs en deuxième et troisième lignes derrière les piliers et le talonneur. Les deux clubs du Nord se retrouvent d'ailleurs en finale lors de l'année 1935-1936.
Le championnat 1936-1937 est le dernier acte de la rivalité entre Rome et Milan, excepté pour le 1er tournoi organisé après la Guerre : le Rugby Roma, qui a pris ses distances avec l'A.S. Roma, ne reprendra ses activités qu'en 1946, laissant le champ libre à l'Amatori Milan et au GUF Torino. Les Lombards ont donc conquis 13 titres sur 15 jusqu'en 1943 et attiré les meilleurs joueurs de la péninsule italienne, devenant ainsi le réservoir de l'équipe nationale.

### Période moderne
Lors du congrès de la fédération italienne tenu en juin 2018, le championnat Eccellenza est renommé Top 12.
En avril 2019, alors que les phases finales s'apprêtent à être disputées, le championnat change d'identité et porte avec effet immédiat le nom Peroni Top 12, à la suite d'un contrat de trois années conclu avec la brasserie Birra Peroni.
La saison 2019-2020 est annulée en mars 2020 en raison de la pandémie de Covid-19. Par ailleurs, le format de la saison suivante est remanié avec une élite à 10 équipes.
En 2023, le club de Calvisano déclare forfait pour raisons financières. La fédération décide de ne pas remplacer le club et le championnat italien passe de facto à neuf équipes. Par la même occasion (et le contrat avec Peroni étant terminé) le championnat change de nom et devient Serie A Élite Maschile.
Le 26 mars 2024, la fédération décide de repousser la finale du 26 mai au 2 juin afin de bénéficier d'une diffusion en direct et en prime time sur la télévision publique. L'annonce officielle est faite le 16 avril, malgré le désaccord des clubs qui dans un communiqué expriment leur inquiétude quant à la possibilité de jouer la finale, de nombreux contrats de joueurs expirant le 31 mai.
En outre, lors du conseil fédéral du 27 avril, la FIR accède à la demande des clubs de renoncer à réduire le nombre d'équipes en Serie A Élite : les rétrogradations sont annulées, la promotion du champion de Serie A est maintenue et le championnat passe donc de neuf à dix équipes. Ces incidents illustrent toutefois la défiance qui s'instaure entre les clubs et l'administration du président Marzio Innocenti. En résulte la résurrection de la ligue de rugby italienne (Lega Rugby), destinée à être un interlocuteur unique pour défendre les intérêts des clubs face à la gestion fédérale. Son porte-parole est Roberto Manghi.

## Logo
En 2023, la fédération instaure une nouvelle charte graphique pour ses championnats de 1re division, avec pour la première fois une base de logo identique pour les championnats masculin et féminin, seule la couleur principale variant.

Évolution du logo
Logo de 2010 à 2018.
Logo de 2018 à avril 2019.
Logo de avril 2019 à l'intersaison 2020.
Logo pour la saison 2020-2021.
Logo de 2021 à 2023.
Logo instauré en 2023.

## Palmarès
- 1929 : Amatori Rugby Milan
- 1930 : Amatori Rugby Milan
- 1931 : Amatori Rugby Milan
- 1932 : Amatori Rugby Milan
- 1933 : Amatori Rugby Milan
- 1934 : Amatori Rugby Milan
- 1935 : Rugby Roma
- 1936 : Amatori Rugby Milan
- 1937 : Rugby Roma
- 1938 : Amatori Rugby Milan
- 1939 : Amatori Rugby Milan
- 1940 : Amatori Rugby Milan
- 1941 : Amatori Rugby Milan
- 1942 : Amatori Rugby Milan
- 1943 : Amatori Rugby Milan
- 1946 : Amatori Rugby Milan
- 1947 : Ginnastica Torino
- 1948 : Rugby Roma
- 1949 : Rugby Roma
- 1950 : Parme
- 1951 : Rugby Rovigo
- 1952 : Rugby Rovigo
- 1953 : Rugby Rovigo
- 1954 : Rugby Rovigo
- 1955 : Parme
- 1956 : Faema Trévise
- 1957 : Parme
- 1958 : GS Fiamme Oro Padova
- 1959 : GS Fiamme Oro Padova

| - 1960 : GS Fiamme Oro Padova - 1961 : GS Fiamme Oro Padova - 1962 : Rugby Rovigo - 1963 : Rugby Rovigo - 1964 : Rugby Rovigo - 1965 : Partenope - 1966 : Partenope - 1967 : L'Aquila Rugby - 1968 : GS Fiamme Oro Padova - 1969 : L'Aquila Rugby - 1970 : Petrarca Padoue - 1971 : Petrarca Padoue - 1972 : Petrarca Padoue - 1973 : Petrarca Padoue - 1974 : Petrarca Padoue - 1975 : Rugby Brescia - 1976 : Rugby Rovigo - 1977 : Petrarca Padoue - 1978 : Metalcrom Trévise - 1979 : Rugby Rovigo - 1980 : Petrarca Padoue - 1981 : L'Aquila Rugby - 1982 : L'Aquila Rugby - 1983 : Benetton Trévise - 1984 : Petrarca Padoue - 1985 : Petrarca Padoue - 1986 : Petrarca Padoue - 1987 : Petrarca Padoue |

| Date      | Vainqueur                                                         | Score                                                             | Finaliste                                                         | Lieu                                                              | Spectateurs                                                       |
| --------- | ----------------------------------------------------------------- | ----------------------------------------------------------------- | ----------------------------------------------------------------- | ----------------------------------------------------------------- | ----------------------------------------------------------------- |
| 1987-88   | Rovigo                                                            | 9-7                                                               | Benetton Trévise                                                  | Stade Flaminio, Rome                                              | 9 000                                                             |
| 1988-89   | Benetton Trévise                                                  | 20-9                                                              | Rovigo                                                            | Stade Renato-Dall'Ara, Bologne                                    | 18 000                                                            |
| 1989-90   | Rovigo                                                            | 18-9                                                              | Benetton Trévise                                                  | Stade Mario-Rigamonti, Brescia                                    | 15 000                                                            |
| 1990-91   | Amatori Rugby Milan                                               | 37-18                                                             | Benetton Trévise                                                  | Stade Ennio-Tardini, Parme                                        | 7 000                                                             |
| 1991-92   | Benetton Trévise                                                  | 27-18                                                             | Rovigo                                                            | Stadio Plebiscito, Padoue                                         | 9 500                                                             |
| 1992-93   | Amatori Rugby Milan                                               | 41-15                                                             | Benetton Trévise                                                  | Stadio Plebiscito, Padoue                                         | 6 000                                                             |
| 1993-94   | L'Aquila                                                          | 23-15                                                             | Amatori Rugby Milan                                               | Stadio Plebiscito, Padoue                                         | 4 000                                                             |
| 1994-95   | Amatori Rugby Milan                                               | 27-15                                                             | Benetton Trévise                                                  | Stadio Plebiscito, Padoue                                         | 5 500                                                             |
| 1995-96   | Amatori Rugby Milan                                               | 23-17                                                             | Benetton Trévise                                                  | Stade Mario-Battaglini, Rovigo                                    | 5 000                                                             |
| 1996-97   | Benetton Trévise                                                  | 34-29                                                             | Amatori Rugby Milan                                               | Stade Marcantonio-Bentegodi, Vérone                               | 8 000                                                             |
| 1997-98   | Benetton Trévise                                                  | 9-3                                                               | Petrarca Padoue                                                   | Stade Renato-Dall'Ara, Bologne                                    | 3 718                                                             |
| 1998-99   | Benetton Trévise                                                  | 23-14                                                             | Petrarca Padoue                                                   | Stade Mario-Battaglini, Rovigo                                    | 6 250                                                             |
| 1999-2000 | Rugby Roma                                                        | 35-17                                                             | L'Aquila                                                          | Stade Flaminio, Rome                                              | 15 600                                                            |
| 2000-01   | Benetton Trévise                                                  | 33-13                                                             | Calvisano                                                         | Stade Renato-Dall'Ara, Bologne                                    | 4 165                                                             |
| 2001-02   | Viadana                                                           | 19-12                                                             | Calvisano                                                         | Stade Mario-Battaglini, Rovigo                                    | 6 350                                                             |
| 2002-03   | Benetton Trévise                                                  | 34-12                                                             | Calvisano                                                         | Stadio Plebiscito, Padoue                                         | 9 100                                                             |
| 2003-04   | Benetton Trévise                                                  | 23-10                                                             | Calvisano                                                         | Stadio Plebiscito, Padoue                                         | 9 200                                                             |
| 2004-05   | Calvisano                                                         | 25-20                                                             | Benetton Trévise                                                  | Stadio Plebiscito, Padoue                                         | 9 465                                                             |
| 2005-06   | Benetton Trévise                                                  | 17-12                                                             | Calvisano                                                         | Stade Brianteo, Monza                                             | 9 300                                                             |
| 2006-07   | Benetton Trévise                                                  | 28-24 ap                                                          | Viadana                                                           | Stade Brianteo, Monza                                             | 11 350                                                            |
| 2007-08   | Calvisano                                                         | 20-3                                                              | Benetton Trévise                                                  | Stade Brianteo, Monza                                             | 11 976                                                            |
| 2008-09   | Benetton Trévise                                                  | 29-20                                                             | Viadana                                                           | Stade Flaminio, Rome                                              | 4 000                                                             |
| 2009-10   | Benetton Trévise                                                  | 16-12                                                             | Viadana                                                           | Stadio Plebiscito, Padoue                                         | 5 000                                                             |
| 2010-11   | Petrarca Padoue                                                   | 18-14                                                             | Rovigo Delta                                                      | Stade Mario-Battaglini, Rovigo                                    | 7 000                                                             |
| 2011-12   | Calvisano                                                         | 27-22 16-14                                                       | I Cavalieri Prato                                                 | Stade Enrico Chersoni, Prato Stade San Michele, Calvisano         | 2 430 3 500                                                       |
| 2012-13   | Mogliano                                                          | 16-11                                                             | I Cavalieri Prato                                                 | Stade Chersoni, Prato                                             | 3 000                                                             |
| 2013-14   | Calvisano                                                         | 26-17                                                             | Rovigo Delta                                                      | Stade San Michele, Calvisano                                      | 4 000                                                             |
| 2014-15   | Calvisano                                                         | 11-10                                                             | Rovigo Delta                                                      | Stade Mario-Battaglini, Rovigo                                    | 6 000                                                             |
| 2015-16   | Rovigo Delta                                                      | 20-13                                                             | Calvisano                                                         | Stade Mario-Battaglini, Rovigo                                    | 6 045                                                             |
| 2016-17   | Calvisano                                                         | 43-29                                                             | Rovigo Delta                                                      | Stadio San Michele, Calvisano                                     | 6 000                                                             |
| 2017-18   | Petrarca Padoue                                                   | 19-11                                                             | Calvisano                                                         | Stadio Plebiscito, Padoue                                         | 6 500                                                             |
| 2018-19   | Calvisano                                                         | 33-10                                                             | Rovigo Delta                                                      | Stadio San Michele, Calvisano                                     | 4 025                                                             |
| 2019-20   | Titre non-décerné en raison de la pandémie de Covid-19 en Italie. | Titre non-décerné en raison de la pandémie de Covid-19 en Italie. | Titre non-décerné en raison de la pandémie de Covid-19 en Italie. | Titre non-décerné en raison de la pandémie de Covid-19 en Italie. | Titre non-décerné en raison de la pandémie de Covid-19 en Italie. |
| 2020-21   | Rovigo Delta                                                      | 23-20                                                             | Petrarca Padoue                                                   | Stadio Plebiscito, Padoue                                         | 2 000                                                             |
| 2021-22   | Petrarca Padoue                                                   | 19-6                                                              | Rovigo Delta                                                      | Stade Sergio-Lanfranchi, Parme                                    | 5 000                                                             |
| 2022-23   | Rovigo Delta                                                      | 16-9                                                              | Petrarca Padoue                                                   | Stade Sergio-Lanfranchi, Parme                                    | 4 000                                                             |
| 2023-24   | Petrarca Padoue                                                   | 28-10                                                             | Viadana                                                           | Stade Sergio-Lanfranchi, Parme                                    | 5 000                                                             |
| 2024-25   | Viadana                                                           | 21-27                                                             | Rovigo Delta                                                      | Stade Sergio-Lanfranchi, Parme                                    |                                                                   |

## Bilan
| Club              | Titres | Années |
| ----------------- | ------ | --- |
| Amatori Milan     | 18     | 1929, 1930, 1931, 1932, 1933, 1934, 1936, 1938, 1939, 1940, 1941, 1942, 1943, 1946, 1991, 1993, 1995, 1996 |
| Benetton Trévise  | 15     | 1956, 1978, 1983, 1989, 1992, 1997, 1998, 1999, 2001, 2003, 2004, 2006, 2007, 2009, 2010                   |
| Petrarca Padoue   | 15     | 1970, 1971, 1972, 1973, 1974, 1977, 1980, 1984, 1985, 1986, 1987, 2011, 2018, 2022, 2024                   |
| Rovigo            | 15     | 1951, 1952, 1953, 1954, 1962, 1963, 1964, 1976, 1979, 1988, 1990, 2016, 2021, 2023, 2025                   |
| Calvisano         | 7      | 2005, 2008, 2012, 2014, 2015, 2017, 2019                                                                   |
| Rugby Roma        | 5      | 1935, 1937, 1948, 1949, 2000                                                                               |
| Fiamme Oro        | 5      | 1958, 1959, 1960, 1961, 1968                                                                               |
| L'Aquila          | 5      | 1967, 1969, 1981, 1982, 1994                                                                               |
| Parme             | 3      | 1950, 1955, 1957                                                                                           |
| Partenope         | 2      | 1965, 1966                                                                                                 |
| Brescia           | 1      | 1975 |
| Ginnastica Torino | 1      | 1947 |
| Viadana           | 1      | 2002 |
| Mogliano Veneto   | 1      | 2013 |